# Chociw (powiat łaski)
Chociw – wieś w Polsce położona w województwie łódzkim, w powiecie łaskim, w gminie Widawa.
Do 1954 r. istniała gmina Chociw. W latach 1954–1972 wieś należała i była siedzibą władz gromady Chociw. W latach 1975–1998 miejscowość należała administracyjnie do województwa sieradzkiego.
Przez miejscowość przebiega droga wojewódzka nr 480.
Przez Chociw przepływa rzeka Widawka, która jest częścią Międzyrzecza Warty i Widawki (od 1989 – Park Krajobrazowy Międzyrzecza Warty i Widawki).
W pobliżu (w sąsiedniej wsi Kolonia Zawady) znajduje się stacja kolejowa Chociw Łaski. Niedaleko stacji jest wieża ciśnień – wybudowana w okresie międzywojennym według standardowego projektu (podobne można znaleźć na wielu stacjach kolejowych, na przykład w Juliance). Miejscowość otaczają lasy (m.in.: sosnowe, brzozowe, dębowe). W Chociwiu znajduje się Zespół Szkół w Chociwiu (Szkoła Podstawowa im. Jana Pawła II i Gimnazjum im. Jana Pawła II). W październiku 2007 r. została otworzona namiotowa hala gimnastyczna.
Od 2010 r. istnieje miejscowy zespół GKS Chociw.